# Monica Stoian
Monica Stoian (ur. 25 sierpnia 1982) – rumuńska lekkoatleta specjalizują się w rzucie oszczepem.
W roku 2008 uczestniczyła w igrzyskach olimpijskich – w Pekinie zajęła 21. miejsce w eliminacjach i nie awansowała do finału. Czwarta zawodniczka mistrzostw świata w roku 2009. Wicemistrzyni uniwersjady z Bangkoku  z roku 2007. Rekord życiowy: 64,51 (18 sierpnia 2009, Berlin).

## Osiągnięcia
| Rok  | Impreza                    | Miejsce   | Pozycja           | Wynik |
| ---- | -------------------------- | --------- | ----------------- | ----- |
| 1999 | Mistrzostwa świata kadetów | Bydgoszcz | 7. miejsce        | 47,25 |
| 2006 | Zimowy puchar Europy       | Tel Awiw  | 2. miejsce        | 55,50 |
| 2007 | Zimowy puchar Europy       | Jałta     | 7. miejsce        | 55,01 |
| 2007 | Uniwersjada                | Bangkok   | 2. miejsce        | 61,19 |
| 2007 | Mistrzostwa świata         | Osaka     | el. - 10. miejsce | 56,84 |
| 2008 | Zimowy puchar Europy       | Split     | 6. miejsce        | 57,35 |
| 2008 | Igrzyska olimpijskie       | Pekin     | el. - 21. miejsce | 54,56 |
| 2009 | Zimowy puchar Europy       | Teneryfa  | 6. miejsce        | 56,47 |
| 2009 | Mistrzostwa świata         | Berlin    | 4. miejsce        | 64,51 |